# یوکا ایتایا
یوکا ایتایا (انگلیسی: Yuka Itaya؛ زادهٔ ۲۲ ژوئن ۱۹۷۵) بازیگر اهل ژاپن است.